# Nowo-Nikołajewska Synagoga w Chersoniu
Nowo-Nikołajewska Synagoga w Chersoniu (ros. Ново-Николаевская синагога в Херсон) – do 1917 roku największa synagoga należąca do gminy żydowskiej w Chersoniu.
Została wybudowana w 1840 roku, mogła pomieścić nawet 3 tys. wiernych.
W 1926 roku zamknięta przez władze – budynek przeznaczono na żydowski dom kultury (Дом еврейской рабочей культуры), później mieściło się tu kino „Spartak”. Pod koniec lat sześćdziesiątych synagoga została zburzona, na jej miejscu wybudowano siedzibę rejonowego komitetu wykonawczego Komsomołu (kom-raj-ispoł-kom-a).
Była jedną z ciekawszych architektonicznie budowli Chersonia: charakteryzowała się ostrołukowymi oknami w stylu gotyckim, trójkątnym frontonem, fasadę dopełniały kolumny zakończone piramidowymi słupkami.